# Goleniów (stad)
Goleniów (Duits: Gollnow) is een stad in het Poolse woiwodschap West-Pommeren en de hoofdplaats van het gelijknamige district. De oppervlakte bedraagt 11,74 km², het inwonertal 22.757 (2014).
Goleniów ligt aan de benedenloop van de Ina.

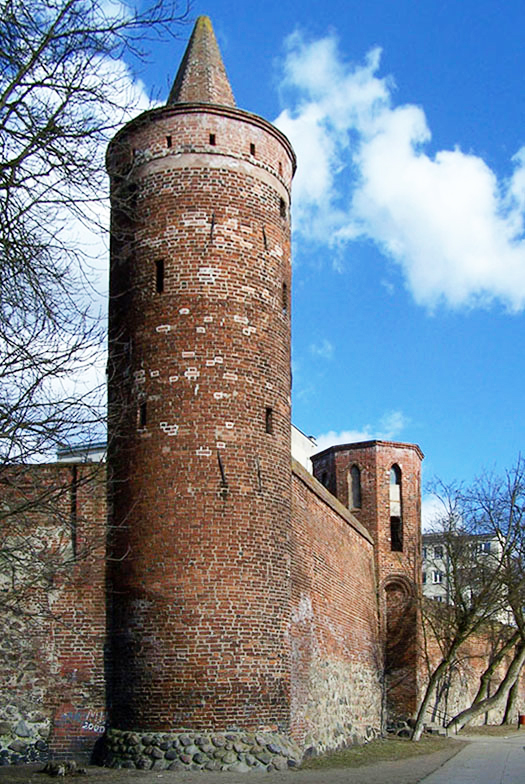
Hoektoren van de oude stadsmuur.

Gollnow werd in 1190 gesticht door Saksische kolonisten en kreeg in 1268 stadsrechten van de Pommerse hertog Barnim I. In 1368 trad de stad toe tot de Hanze en in 1383 kreeg ze muntrecht. Van 1630 tot 1720 behoorde Gollnow tot Zweeds Pommeren, daarna tot Pruisen. In 1945 werd de stad Pools, waarbij de Duitse bevolking op basis van de Bierut-decreten werd verdreven.
Van de bewaard gebleven historische monumenten is de Catharinakerk, een 15de-eeuwse hallenkerk, de voornaamste. Uit 14e eeuw dateert de Wolinerpoort (Pools: Brama Wolińska), de enige overgebleven stadspoort.

## Verkeer en vervoer
Even ten noordoosten van de stad ligt de luchthaven Szczecin-Goleniów.

## Geboren
- Marek Leśniak (1964), voetballer en voetbalcoach
- Emilia Szymczak (2006), voetbalster

Stadsdistricten: Szczecin · Koszalin · Świnoujście

Districten:
Białogard · Choszczno · Drawsko Pomorskie · Goleniów · Gryfice · Gryfino · Kamień · Kołobrzeg · Koszalin · Łobez · Myślibórz · Police · Pyrzyce · Sławno · Stargard · Szczecinek · Świdwin · Wałcz

Grootste steden:
Białogard · Goleniów · Gryfino · Kołobrzeg · Koszalin · Police · Stargard · Świnoujście · Szczecin · Szczecinek · Wałcz